# Анастас Капричов
Анастас Наумов Капричов или Капричев е български общественик и революционер, деец на Вътрешната македоно-одринска революционна организация.

## Биография
Роден е в 1880 година в Охрид, тогава в Османската империя. Остава неграмотен и работи като хлебар. Включва се дейно в националноосвободителни борби на българите в Македония и влиза във ВМОРО. Участва в Илинденско-Преображенското въстание през лятото на 1903 година и е ранен.
В началото на 1912 година заминава за Америка, но при избухването на Балканската война в 1912 година се връща и е доброволец в македоно-одринското опълчение на Българската армия. Зачислен е в 3-та рота на 10-а прилепска дружина на опълчението. Участва в сраженията при Картал тепе, Шаркьой, Султан тепе. Ранен е при Султан тепе по време на Междусъюзническата война на 17 юни 1913 година. Носител е на орден „За храброст“ IV степен.
След войната се завръща в родния Охрид. Като български деец е тормозен от сръбските власти.
На 18 февруари 1943 година, като жител на Охрид, подава молба за народна пенсия, която е одобрена и отпусната от Министерския съвет на Царство България.